# Piero Gallo
Piero Gallo (Cavallermaggiore, 15 luglio 1937) è un presbitero e missionario italiano.

## Biografia
Terzo di cinque figli, uno zio missionario della Consolata in Africa, Piero Gallo (all'anagrafe Pietro) è ordinato prete nel 1961.
È stato il primo parroco della parrocchia della Risurrezione a Torino nel 1969, in Barriera di Milano, nell'allora neonato quartiere popolare intorno a Corso Taranto, su incarico del cardinale Michele Pellegrino. Dapprima erige una chiesa in legno in via Perosi, nel 1979 quella in muratura in via Monterosa. Ci resta sino al 1980, quando parte per il Kenya su mandato del cardinale Anastasio Ballestrero. Si ferma inizialmente nel nord del Kenya, nell'oasi di Chalby, quindi va tra il popolo Samburu, dove fonda la missione di Lodokejek. Resta complessivamente in Kenya 12 anni.
Nel 1992 rientra in Italia dove gli viene affidata dal cardinale Giovanni Saldarini la parrocchia dei Santi Pietro e Paolo nel quartiere San Salvario di Torino. Un quartiere multietnico (all'inizio l'ondata dei magrebini, in seguito quella degli albanesi, infine quella dei romeni) e piuttosto turbolento negli anni Novanta con i residenti italiani e i commercianti che, dopo l'arrivo di un gran numero di albanesi, minacciavano di farsi giustizia con le loro mani. Il quartiere ha infatti accolto il doppio degli immigrati (nel complesso più di cento etnie) rispetto alla media della città: in un primo tempo il rapporto è stato del 10% rispetto alla media del 4-5% di Torino, negli anni Duemila ha raggiunto il 30% rispetto al 14-15% della città. La scuola materna è frequentata in maggioranza da figli di non italiani, alle elementari il rapporto è del 50%, più o meno la stessa cosa sta avvenendo per la scuola media. Il degrado è molto forte, nel 1995 don Gallo è il primo a parlare del rischio di una "guerra civile" e a mettere sull'avviso che "c'è voglia di spranga".
Partendo dalla propria conoscenza del quartiere don Gallo diventa voce autorevole nella mediazione dei conflitti, attuando un percorso di integrazione culturale attraverso dibattiti sull'accoglienza, un esperimento di messa in due lingue, italiano e inglese, con l'idea che compito di un prete (lo scriverà più tardi anche in un libro autobiografico) è quello di "costruire comunità". In particolare l'attività del sacerdote ebbe una vasta eco nel 1995, quando lanciò un allarme sul possibile scoppio di scontri tra bianchi e neri nel suo quartiere, anche per la reazione violenta degli abitanti italiani della zona contro l'aumento della criminalità legato all'immigrazione. La situazione venne affrontata con vari interventi dalle autorità locali in collaborazione con le associazioni di cittadini e tornò poco alla volta sotto controllo.

La vicenda di Piero Gallo venne narrata nel 2011 da Vittorino Andreoli in un capitolo del suo libro  Uomini di Dio. La scrittrice Paola Tavella e l'ex-ministro per la solidarietà sociale Livia Turco in un loro libro del 2005 (I nuovi italiani: l'immigrazione, i pregiudizi, la convivenza) riconoscevano che Piero Gallo fu "tra i primi a preoccuparsi della tensione e dell'incomprensione tra residenti e immigrati".  Lasciò il quartiere dopo 20 anni, nel 2012, per raggiunti limiti di età, ritirandosi a Cavallermaggiore.
Dal 2000 ha iniziato a scrivere su TorinoSette, l'inserto abbinato al quotidiano La Stampa, una rubrica intitolata "Parole". Diventerà giornalista-pubblicista e gli articoli saranno raccolti in un libro, L'armonia delle imperfezioni. Nel 2019 è tornato in Kenya a trovare il popolo Samburu.

## Onorificenze
Nel 2004 è stato insignito dall'organizzazione internazionale Search for Common Ground (SFCG) del premio "European Common Ground Community Peace building Award" dedicato a chi, con il proprio operato, si sforza di trovare un terreno comune per la risoluzione dei conflitti.

## Opere
- Hadifhi. San Salvario, un pezzo d'Africa, Iniziative Editoriali, 1995
- Vi racconto San Salvario, una finestra su Torino, Lindau, 2004 ISBN 978 8888857077.
- Parole - Tracce di Dio sulle nostre strade, Effatà, 2005, ISBN 9788874022472
- L'Africa dentro di me. Diario aperto di un prete missionario, Priuli&Verlucca, 2006 ISBN 978 8880683384.
- Prete e cittadino, Torino, La Fontana di Siloe, 2016 ISBN 978 8867370573.
- L'armonia delle imperfezioni, Torino, Edizioni Mille, 2018 ISBN 978 8887780727.